# Géiser Fly
El Géiser Fly, también conocido como Fly Ranch Geyser, es un géiser geotérmico artificial ubicado en el condado de Washoe, Nevada, aproximadamente 32 kilómetros (20 mi) al norte de Gerlach.
El géiser Fly se encuentra cerca del límite del Reservorio Fly, en los valles geotérmicos de Hualapai, y tiene una altura aproximada de 1,5 metros (4,9 pies) y una anchura de 3,7 metros (12,1 pies), contando el montículo sobre el que se asienta. En junio de 2016, el proyecto Burning Man anunció que había comprado el Fly Ranch, que incluye el géiser. El rancho y el géiser todavía están cerrados al público, pero se planea el acceso para el futuro.

## Historia
La fuente del calor del terreno del géiser Fly se debe a un estanque de roca caliente muy profundo donde las grietas y fallas tectónicas son comunes. El géiser Fly fue creado accidentalmente durante la perforación de pozos en 1917, mientras se exploraba nuevas fuentes de energía geotérmica. Es posible que el pozo no haya sido tapado correctamente, o dejado abierto, pero de una u otra manera, los minerales disueltos comenzaron a elevarse y acumularse, creando el montículo travertino sobre el que se asienta el géiser y continúa creciendo. El agua se libera constantemente, alcanzando 1,5 metros en el aire. El géiser contiene varias terrazas que vierten el agua en 30 a 40 estanques sobre un área de 30 hectáreas (74,1 acre). El géiser está formado por una variedad de minerales, pero sus brillantes colores se deben a las algas termofílicas.

## Otros géiseres locales
Un intento previo de perforación de pozos en 1917 dio lugar a la creación de un géiser cercano al actualmente activo géiser Fly; creó un pilar de carbonato cálcico de unos 3,7 metros de altura, pero cesó cuando el géiser Fly comenzó a liberar agua en 1964.
Dos géiseres adicionales en el área fueron creados de manera similar y continúan creciendo.